# Hyposada lycaugesaria
Hyposada lycaugesaria är en fjärilsart som beskrevs av Swinhoe 1890. Hyposada lycaugesaria ingår i släktet Hyposada och familjen nattflyn. Inga underarter finns listade i Catalogue of Life.